# Округ Конехос (Колорадо)
Конехос (енгл. Conejos County) је округ у америчкој савезној држави Колорадо. По попису из 2010. године број становника је 8.256. Седиште округа је град Conejos.

## Демографија
Према попису становништва из 2010. у округу је живело 8.256 становника, што је 144 (1,7%) становника мање него 2000. године.
| Група             | 2000.         | 2010.         |
| Белци             | 3.298 (39,3%) | 3.451 (41,8%) |
| Афроамериканци    | 18 (0,2%)     | 27 (0,3%)     |
| Азијати           | 13 (0,2%)     | 23 (0,3%)     |
| Хиспаноамериканци | 4.949 (58,9%) | 4.620 (56,0%) |
| Укупно            | 8.400         | 8.256         |